# A tenger szívében (film)
A tenger szívében (eredeti cím: In the Heart of the Sea) 2015-ös amerikai életrajzi kalandfilm-dráma Nathaniel Philbrick azonos című, 2000-es non-fiction könyvének alapján, azokról az eseményekről, amelyek a Moby Dicknek is alapjául szolgáltak. A filmet Ron Howard rendezte és Marshall Herskovitz írta. A főszereplők Chris Hemsworth, Benjamin Walker, Cillian Murphy, Tom Holland, Ben Whishaw és Brendan Gleeson.
Az Amerikai Egyesült Államokban 2015. december 7-én mutatták be New Yorkban, majd december 11-én megjelent a Warner Bros. révén. Magyarországon egy nappal hamarabb mutatták be, december 10-én magyar szinkronnal, az InterCom Zrt. forgalmazásában.
A film vegyes kritikákat kapott a kritikusoktól. A bruttósított bevétele 89,7 millió dollár lett, ami a 100 milliós költségvetésével szemben nem jó eredmény. A Metacritic oldalán a film értékelése 47% a 100-ból, ami 47 véleményen alapul. A Rotten Tomatoeson a Tenger szívében 42%-os minősítést kapott, 238 értékelés alapján. A film megtörtént események alapján készült.

## Cselekmény
1850-ben Herman Melville író felkeresi Thomas Nickerson fogadótulajdonost, az  Essex bálnavadász hajó utolsó túlélőjét, és pénzt ajánl a történetéért cserébe. Nickerson először visszautasítja, de végül beleegyezik, amikor a felesége közbelép.
A történet 1820-ban játszódik: egy bálnavadász társaság Nantucket-ban átépítette az Essex-et, hogy részt tudjon venni a jövedelmező bálnaolaj kereskedelemben, és a 14 éves Nickerson jelentkezik kabinos fiúnak. A tulajdonosok a veterán bálnavadász Owen Chase-t alkalmazzák elsőtisztként, bár csalódott, hogy nem kap kapitányi megbízatást. A kapitány George Pollard, egy tapasztalatlan tengerész, aki egy elismert bálnavadász családból származik, és irigyli Chase ügyességét és népszerűségét. Chase és Pollard összeütközésbe kerülnek, aminek következtében Pollard Chase tanácsa ellenére belevitorlázik a viharba. Megállapodnak abban, hogy inkább félreteszik nézeteltéréseiket, minthogy kockáztassák hírnevüket azzal, hogy nyereség nélkül térnek vissza a kikötőbe, és hamarosan a legénység megöli az első ámbráscetjét.
Három hónap telik el további sikerek nélkül, és Pollard rájön, hogy az Atlanti-óceán nem tartogat bálnaészleléseket. Az Essex elhajózik a Horn-fok mellett a Csendes-óceán felé, remélve, hogy nagyobb szerencséje lesz egy bálna befogásában. Atacames-ben, Ecuadorban a tisztek találkoznak egy spanyol kapitánnyal, aki elmondja nekik, hogy legénysége 3000 kilométerre nyugatra megtalálta a bőséges „Tengerparti területek”-et, de azt állítja, hogy egy bosszúálló „fehér bálna” elpusztította a hajóját, és megölte hat emberét. Pollard és Chase elvetik az utóbbi történetet, mint mítoszt, és nyugatra vezetik az expedíciót. Megtalálják a háborítatlan területeket, de amikor vízre bocsátják a bálnavadász csónakokat, egy fehér bálna, egy hatalmas albino ámbráscet megtámadja, megrongálja a csónakokat, majd a hajók ellen fordul.
Chase szigonnyal lövi az Essex fedélzetéről, de a bálna belerohan a hajó fából készült hajótestébe, és megöl két embert. Mivel a hajótest kigyulladt és a szivattyúk nem működnek - a legénység a három ép bálnavadászhajóval elhagyja a süllyedő Essexet, és több száz mérföldet hajóznak a part felé, nagyon korlátozott készletekkel. A bálna követi őket, és újra támad, de a hajósok elmenekülnek az aprócska Henderson-szigetre. A szigeten élelemgyűjtés közben Chase felfedezi a korábbi hajótöröttek holttesteinek maradványait, és arra a következtetésre jut, hogy a legénység hamarosan meghal a szigeten, mielőtt egy másik hajó elhaladna. Négy férfi úgy dönt, hogy marad, míg a többiek ismét hajóra szállnak, abban a reményben, hogy szárazföldet találnak. Nem sokkal később az egyik férfi meghal, és a megmaradt legénység vonakodva úgy dönt, hogy elfogyasztják.
Az idősebb Nickersont lelkiismeret-furdalás gyötri kannibalizmusa miatt, és abbahagyja a történetet, mert azt hiszi, hogy a felesége nem szeretné, ha tudna róla; amikor azonban a felesége megvigasztalja, és biztosítja arról, hogy még mindig szereti őt, elég bátorítást érez ahhoz, hogy befejezze. Visszatérve az 1820-as évekbe, a három hajót az áramlatok elválasztják egymástól, és az egyik elveszik. A másik kettő a túlélés érdekében kannibalizmushoz folyamodik, Pollard unokatestvére, Henry Coffin feláldozza magát.
A fehér bálna hirtelen visszatér, és Chase pozícióba kerül a végső támadáshoz. A bálna annyira közel kerül a hajóhoz, hogy Chase megfigyelheti, a korábban eldobott szigonyának egy része még mindig a bálna szeme fölött van beágyazódva. Chase tétovázik, miközben a bálna bal szemébe néz, és a bálna visszabámul Chase-re. Egy pillanatnyi gondolkodás után Chase leereszti szigonyát, és úgy dönt, hogy nem öli meg a lényt. A találkozás után a bálna békésen elúszik, és soha többé nem látják.
Egy arra járó hajó kimenti Pollard hajóját, de Chase hajója továbbra is élelem és víz nélkül sodródik. Végül, amikor a túlélők a halál szélén állnak, utóbbi hajója eléri Chile közelében a Alejandro Selkirk-szigetet. A túlélőket mindannyian visszaviszik Nantucketre, ahol végre újra találkozhatnak a kétségbeesett családtagjaikkal. A nantucketi hajók tulajdonosai megkérik Pollardot és Chase-t, hogy az iparág hírnevének védelme érdekében tartsák titokban a történetet, de Chase, mivel úgy dönt, hogy elege van a becstelenségükből, és hogy már nem törődik velük, nem hajlandó ebbe belemenni, és lemond. Pollard a nyomozás során feltárja az igazságot.
Nickerson elmeséli, hogy egy hajót küldtek a Henderson-szigetre, hogy megmentsék az ott túlélőket, Chase tovább hajózott a tengereken, és kereskedelmi kapitány lett, amiről a felesége korábban azt mondta, hogy ez nem változtat az iránta érzett szerelmén, Pollard pedig egy újabb expedíciót vezetett a bálna felkutatására és megölésére. Az állatot azonban nem sikerült megtalálnia, a hajó a Hawaii-szigeteknél zátonyra futott, és kénytelen volt visszavonulni. Melville elindul, hogy megírja regényét, a Moby Dick első sorait: „Call me Ishmael”.

## Szereplők
| Színész          | Szerep                       | Magyar hang     |
| ---------------- | ---------------------------- | --------------- |
| Chris Hemsworth  | Owen Chase                   | Nagy Ervin      |
| Benjamin Walker  | George Pollard, Jr. kapitány | Dányi Krisztián |
| Cillian Murphy   | Matthew Joy                  | Kaszás Gergő    |
| Tom Holland      | Tom Nickerson, a kabinos fiú | Baráth István   |
| Brendan Gleeson  | Tom Nickerson idősen         | Csuja Imre      |
| Ben Whishaw      | Herman Melville              | Szatory Dávid   |
| Michelle Fairley | Mrs. Nickerson               | Egri Márta      |
| Gary Beadle      | William Bond                 | Papucsek Vilmos |